# 暗星雲

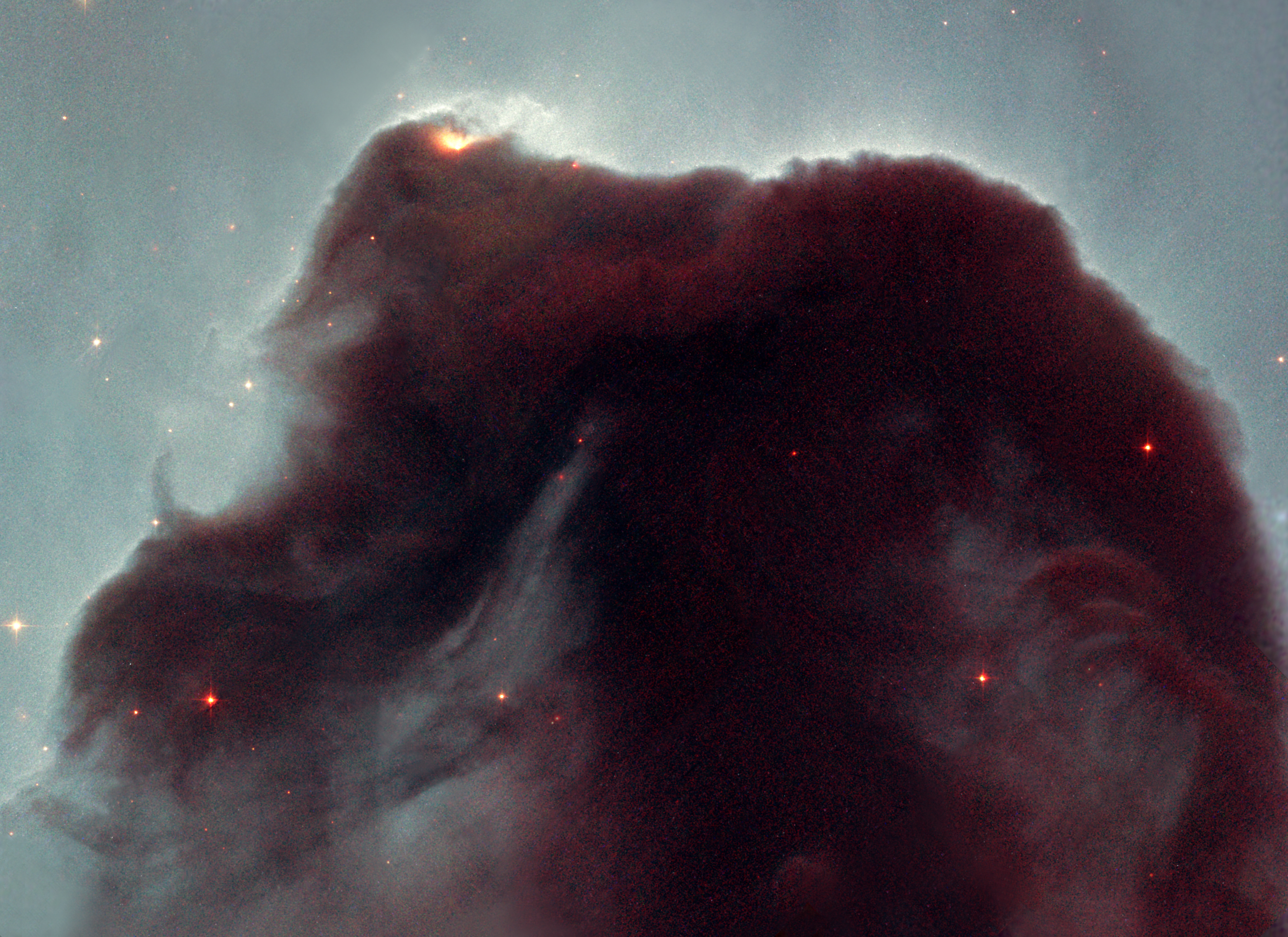
在發射星雲IC 434的襯托下，使馬頭星雲變得格外明顯。作為最容易觀測到的暗星雲之一，馬頭星雲常被視為暗星雲的典型例子。其特殊的外形是受到鄰近恆星所發出的輻射影響而形成

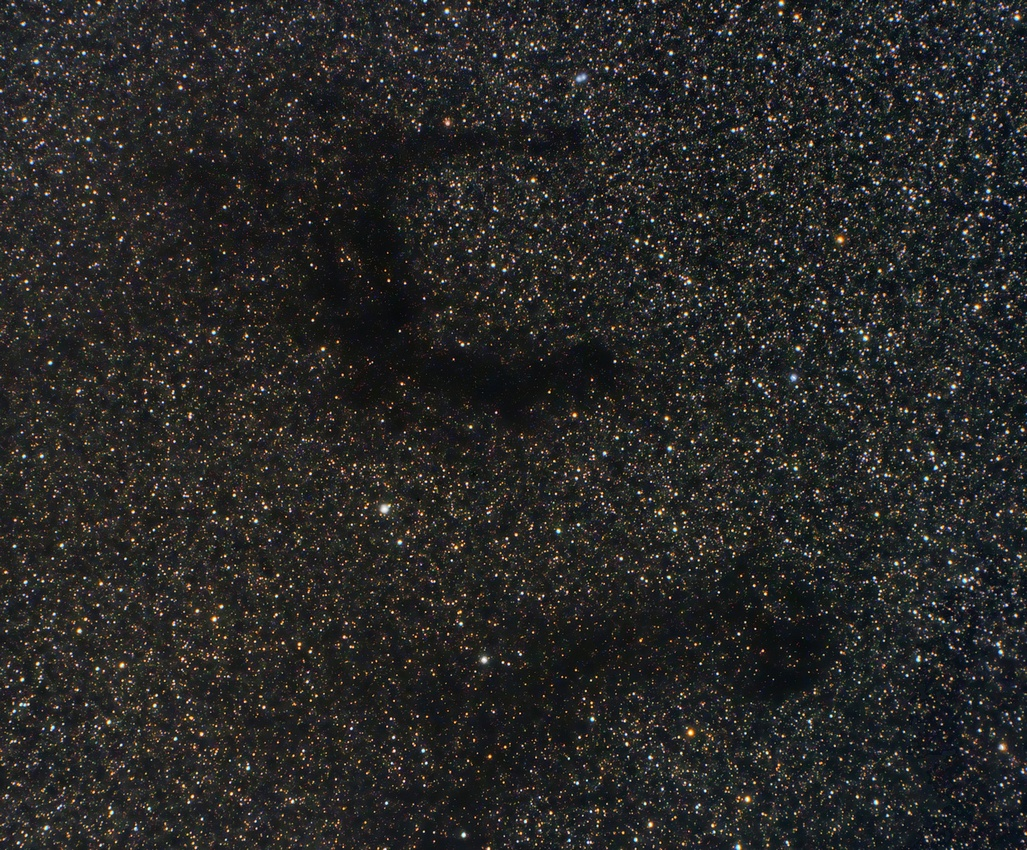
當沒有明亮物體時，暗星雲就會呈現像這樣黯淡無光的狀態。位於天鷹座的巴納德142和143由於組合成的樣貌近似於英文字母「E」，因而被天文學家暱稱為「E星雲」。其中「E」的上半部是143，142則是下半部

暗星雲（英語：Dark nebula 或 Absorption nebula）是本身不會發光的一種星際雲，內部極濃密的氣體和微塵使這類星雲具有很大的密度，足以遮蔽來自後方發射星雲或反射星雲（例如馬頭星雲），或是遮蔽背景的恆星（例如煤袋星雲）。因此暗星雲通常只有在附近有明亮的星雲時，才會被明顯觀測到。
當宇宙中某個區域的物質密度特別高時，其形成的重力會使愈來愈多的氣體和微塵聚集在一起，長時間下便會形成暗星雲。暗星雲沒有外型、大小和範圍上的明確定義，有時會形成複雜的蜒蜒形狀；大型的暗星雲直徑可達數十光年，以肉眼就能看見，例如從地球看見的大裂縫，便是由遮蔽銀河系中央眾多恆星的光的一連串重疊暗星雲所組成。
天文學上的消光通常來自大的分子雲內溫度最低、密度最高部份的星際塵埃顆粒。大而複雜的暗星雲聚合體經常與巨大的分子雲聯結在一起，小且孤獨的暗星雲被稱為包克球。
由於暗星雲內部的物質密度極高，對於形成新恆星而言含有豐富的原料，因此常是新恆星的誕生場所。暗星雲內形成的新恆星會透過恆星風（如太陽風），驅散周圍的氣體和微塵，而暗星雲內的物質也會因此愈漸稀薄，最後常會成為被內部恆星照亮的發射星雲或反射星雲。除了恆星形成外，暗星雲內也常是邁射的來源場所。